# Sulaiman Hazazi
Sulaiman Hazazi (en árabe: سليمان هزازي‎; La Meca, 1 de febrero de 2003) es un futbolista saudí que juega en la demarcación de lateral izquierdo para el Al Taawoun F. C. de la Liga Príncipe Mohammad bin Salman.

## Selección nacional
Tras jugar con la selección de fútbol sub-20 de Arabia Saudita, finalmente hizo su debut con la selección absoluta el 4 de diciembre de 2021 en un encuentro de la Copa Árabe de la FIFA 2021 contra Palestina que finalizó con un resultado de empate a uno tras el gol de Mohammed Rashid para el combinado palestino, y de Abdullah Al-Hamdan para Arabia Saudita.

## Clubes
| Club                       | País           | Año       | Partidos | Goles |
| -------------------------- | -------------- | --------- | -------- | ----- |
| Al Wehda F. C.             | Arabia Saudita | 2021      | 10       | 0     |
| Al Taawoun F. C.           | Arabia Saudita | 2021-2023 | 15       | 0     |
| Al-Qaisumah F. C. (cedido) | Arabia Saudita | 2023-2024 | 22       | 0     |
| Al-Zulfi F. C.             | Arabia Saudita | 2024-     | 27       | 0     |